# Giovanni Battista Hodierna
Giovanni Battista Hodierna (Ragusa, 13. travnja 1597. – Palma di Montechiaro, 6. kolovoza 1660.) bio je talijanski prezbiter, arhitekt i astronom pri sudu vojvode od Montechiara. Sastavio je katalog od 40 natuknica, među kojima je bilo najmanje 19 stvarnih i potvrdivih magličastih objekata koje bi se moglo pomiješati s kometima. Rad je predvidio Messierov katalog, no nije znatno utjecao na znanstvene krugove. Izgleda da Messier nije znao za njega. Vjerojatno je najpoznatiji po otkriću galaktike u Trokutu.

## Vanjske poveznice
- Hodierna @ SEDS
- A biography
- The contribution of Hodierna in astronomy